# A Mirage In The Sun
『A Mirage In The Sun』（ア ミラージュ イン ザ サン）は、2015年7月29日に発売されたMONOEYESの1枚目のオリジナルアルバム。

## 解説
2015年に結成されたMONOEYESのデビュー後初のオリジナルアルバムとなる。
細美武士が全曲の作詞作曲を行った他、全パート分の楽譜を下書き程度に作り、それを各メンバーが咀嚼して演奏し、フレーズを足すなどのアレンジを加えている。
1990年代のメロコアやオルタナのサウンドを目指して製作された。

## 収録曲
| 全作詞・作曲: 細美武士。 |                              |          |            |      |
| #                        | タイトル                     | 作詞     | 作曲・編曲 | 時間 |
| 1.                       | 「Cold Reaction」            | 細美武士 | 細美武士   | 3:07 |
| 2.                       | 「Like We've Never Lost」    | 細美武士 | 細美武士   | 3:55 |
| 3.                       | 「Just A Little More Time」  | 細美武士 | 細美武士   | 3:16 |
| 4.                       | 「My Instant Song」          | 細美武士 | 細美武士   | 4:11 |
| 5.                       | 「Run Run」                  | 細美武士 | 細美武士   | 3:43 |
| 6.                       | 「グラニート」               | 細美武士 | 細美武士   | 3:44 |
| 7.                       | 「End Of The Story」         | 細美武士 | 細美武士   | 2:58 |
| 8.                       | 「Do I Have To Bleed Again」 | 細美武士 | 細美武士   | 3:26 |
| 9.                       | 「Get Me Down」              | 細美武士 | 細美武士   | 4:07 |
| 10.                      | 「明日公園で」               | 細美武士 | 細美武士   | 3:23 |
| 11.                      | 「Wish It Was Snowing Out」  | 細美武士 | 細美武士   | 3:43 |
| 12.                      | 「Remember Me」              | 細美武士 | 細美武士   | 4:01 |

### 楽曲について
1. Like We've Never Lost
2. My Instant Song
3. Run Run

## ツアー
リリース約1週間前に、バンドとして初のツアーとなった「MONOEYES プレツアー」が開催されたほか、
2015年7月30日から11月6日にかけては、全30公演のアルバムツアー「A Mirage In The Sun Tour 2015」が開催された。また、「A Mirage In The Sun Tour 2015」の全公演のチケットがソールドアウトしたことを受け、11月24日から12月20日にかけ、「アンコールツアー」として「Cold Reaction Tour 2015」を開催した。そのうち、新木場STUDIO COAST公演（2015年12月17日）の模様を収録したライブ映像作品「MONOEYES Cold Reaction Tour 2015 at Studio Coast」が、2016年3月9日にリリースされている。